# Nagarjuna-Sagar-Talsperre
Die Nagarjuna-Sagar-Talsperre ist eine große Talsperre in Indien.
Sie befindet sich zwischen den Städten Guntur und Hyderabad am Krishna, auf der Grenze des Distrikts Guntur im Bundesstaat Andhra Pradesh und dem Distrikt Nalgonda im Bundesstaat Telangana. Es war eines der ersten modernen Wasserkraftprojekte Indiens. Die Nagarjuna-Staumauer wurde 1969 fertiggestellt, ist 124 m hoch, 1 km lang und hat 26 Verschlüsse an der Krone.
Sie soll die größte aus Mauerwerk gebaute Staumauer der Welt sein.

## Stausee
Der Stausee ist mit seinem Speicherraum von rund 11.500 Millionen Kubikmetern der größte Indiens, aber weltweit – sowohl nach Speicherraum wie auch nach Wasseroberfläche – nicht unter den größten 100. Für den Speicherraum schwanken die verfügbaren Angaben von 11.315 über 11.472 und 11.500 bis 11.561 Millionen Kubikmeter.
In letzter Zeit sind die Zuflüsse zum Stausee geringer geworden, weil es inzwischen oberhalb eine steigende Zahl weiterer Projekte gibt.

## Vorgeschichte
Der Fluss Krishna ist einer der längsten Flüsse Indiens und entspringt in Mahabaleshwar in Maharashtra, fließt durch Sangli und mündet bei Hamasaladeevi in Andhra Pradesh in den Golf von Bengalen. Der Bundesstaat Andhra Pradesh konnte den Fluss bis zur Mitte des 20. Jahrhunderts nicht effektiv nutzen, weil es kein Reservoir zur Speicherung des Wassers gab. Einerseits verwüsteten Hochwasser die Dörfer im Distrikt Krishna, während andererseits der Distrikt Nalgonda und Guntur das überschüssige Wasser nicht nutzen konnten.
Das Vorhaben, eine Talsperre zu bauen, um das überschüssige Wasser des Flusses zu nutzen, wurde von den britischen Herrschern im Jahr 1903 vorangetrieben. Siddeswaram und Pulichintala wurden als mögliche Standorte für ein Reservoir gefunden, aber keiner dieser Vorschläge wurde verwirklicht.
Basierend auf dem Bericht des Khosla-Komitees von 1952 entschied die Regierung unter der Führung von Jawaharlal Nehru, als Teil des ersten indischen Fünfjahresplans in Trockengebieten Stauseen zu bauen. Die Regierungen der Bundesstaaten wurden aufgefordert, mögliche Standorte für solche Projekte zu nennen. Nachdem der Bundesstaat Andhra 1953 gegründet worden war und seine Regierung eine solche Aufstellung gemacht hatte, wurde der Grundstein für die Nagarjuna-Sagar-Talsperre am 10. Dezember 1955 gelegt. Sie wurde nach dem buddhistischen Mönch Nagarjuna benannt.

## Bauarbeiten
Die Bauarbeiten begannen im Februar 1956, aber wegen fehlender Mittel gab es keine moderne Ausrüstung. Die Staumauer wurde deshalb aus Mauerwerk gebaut statt aus Beton. Bei Macherla wurde eine Zementfabrik für das Bauprojekt errichtet. Auch eine Eisenbahnlinie zwischen der Baustelle und der Zementfabrik wurde gebaut. Die Steine kamen aus den nahe gelegenen Sunkesula-Steinbrüchen, Sand aus den Flüssen Rayavaram und Halia. Die buddhistischen Denkmäler und andere historische Artefakte in der Gegend wurden versetzt oder im Nagarjuna-Konda-Museum aufbewahrt. 1967 wurde die Talsperre von Premierministerin Indira Gandhi eingeweiht. Der Bau der Staumauer wurde 1969 vollendet. Vollständig nutzbar war die Talsperre 1972, nachdem die Kronenverschlüsse eingepasst waren. Die Gesamtaufwendungen einschließlich Wartung bis 2005 betrugen 1300 crore (13 Mrd.) Rupien. Die Zahl der am Projekt beteiligten Bauarbeiter variierte zwischen 45.000 und 70.000. Ungefähr 174 Menschen kamen bei Unfällen während der Bauarbeiten ums Leben. 52 Dörfer verschwanden im Wasser und 24.000 Menschen mussten umsiedeln. Die Umsiedlungen dauerten bis 1967.

## Nutzen des Projekts
Die Talsperre versorgt die Distrikte Nalgonda, Prakasam, Khammam, Krishna und Gunturu mit Bewässerungswasser. Zwei Kanäle – rechts und links – wurden gebaut, um das Wasser aus dem Stausee zur Versorgung abzuleiten. Der rechte Kanal (Jawahar-Kanal) ist 203 km lang und bewässert 4500 km² Land. Der linke Kanal (Lalbahadur-Shastri-Kanal) ist 295 km lang und bewässert 4200 km².

### Wasserkraft
Das Wasserkraftwerk hat eine Stromerzeugungskapazität von 815,6 MW. Am rechten Kanal kommt ein Kraftwerk mit 90 MW hinzu und am linken Kanal eines mit 60 MW. (nach Andhra Pradesh Hydel Power Plants)

## Weitere Daten
(nach Nagarjuna Sagar Project Brief Profile)
- Mauerwerks-Staumauer:
  - überströmbare Länge der Staumauer=Breite der Hochwasserentlastung: 471 m
  - nicht überströmbare Länge der Staumauer: 979 m
  - Gesamtlänge der Staumauer: 1450 m
  - Maximale Höhe der Staumauer: 125 m (Die Mauerhöhe beträgt nach unterschiedlichen Angaben 124 oder 125 Meter)
- Erddamm:
  - Gesamtlänge des Erddamms: 3414 m
  - Maximale Höhe des Erddamms: 26 m

Gesamte Bauwerkslänge: 4864 m